# Línea C1 (Avanza Zaragoza)
La línea C1 es una línea lanzadera gratuita de Avanza Zaragoza que comprende el recorrido entre la Plaza de las Canteras del barrio de Torrero y el Complejo funerario-cementerio en la ciudad de Zaragoza (España).
Tiene una frecuencia media de 15 minutos.

## Recorrido

### Sentido Complejo Funerario
Plaza las Canteras, Fray Julián Garcés, Complejo Funerario

### Sentido Plaza las Canteras
Complejo Funerario, Cementerio, Avenida América, Plaza las Canteras